# Cratere Stein (Venere)
Stein è un cratere sulla superficie di Venere. Deve il proprio nome alla scrittrice statunitense Gertrude Stein (1874-1946)..